# Burschenbunds-Convent

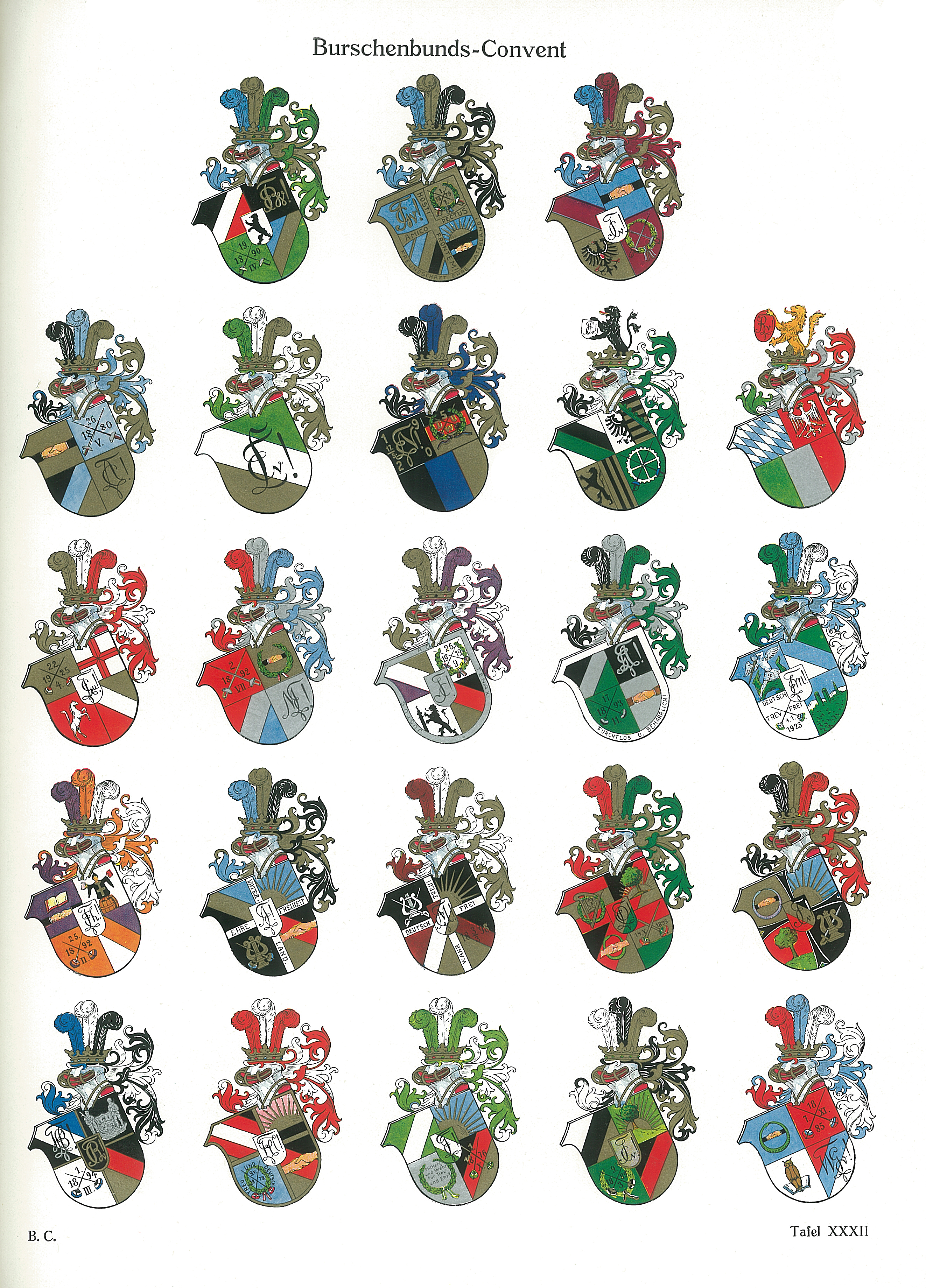
Wappen der Verbindungen im Burschenbunds-Convent (1931)

Der Burschenbunds-Convent war ein Verband paritätischer farbentragender Studentenverbindungen, die liberalen und freiheitlichen Idealen folgten. Er war die Antwort auf den Antisemitismus nach der Deutschen Reichsgründung und später auf den zunehmenden Rassenantisemitismus.

## Geschichte

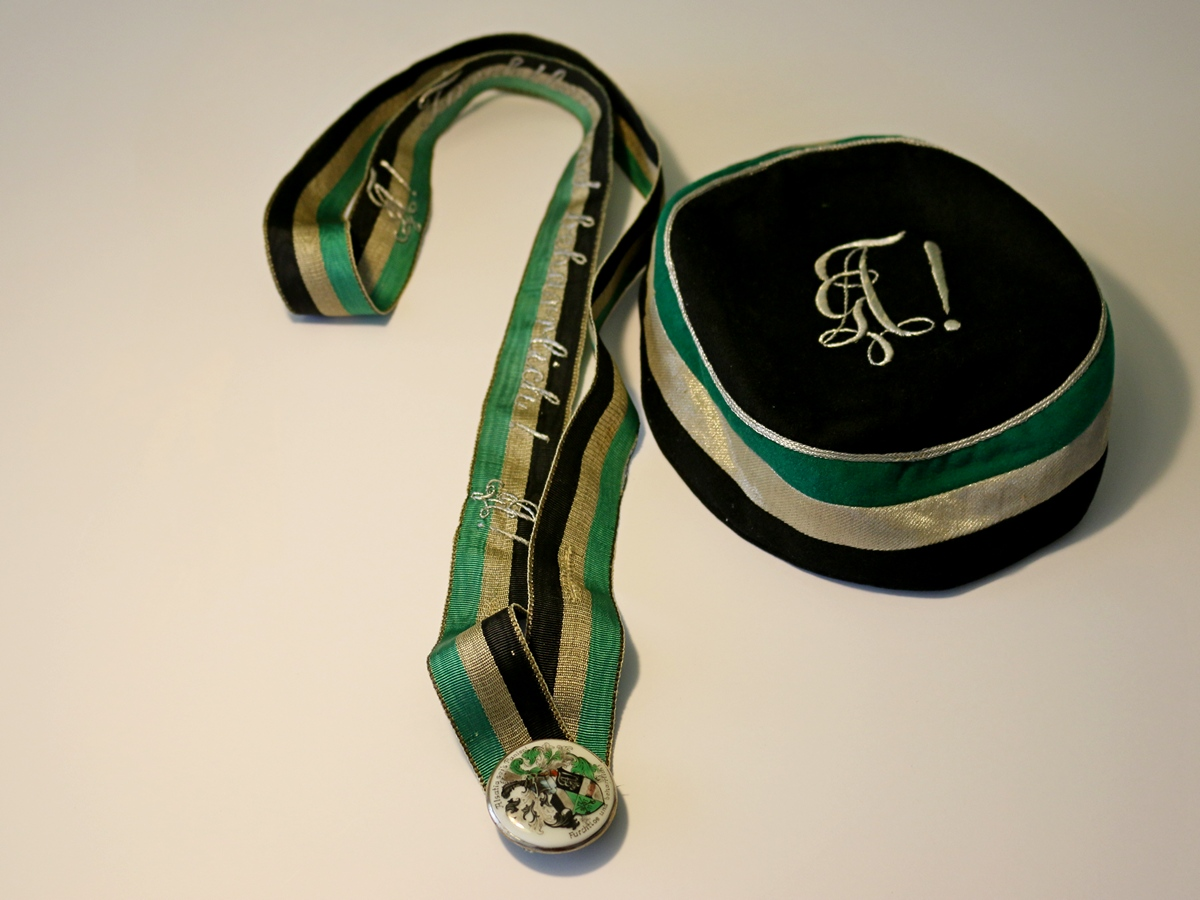
„Furchtlos und beharrlich!“ Alsatias Couleur

### 1919–1933
Auf Initiative von Justizrat Hugo Straßmann (1859–1930) Alemannia Breslau wurde der Burschenbunds-Convent (BC) am 31. August 1919 von reichsdeutschen paritätischen Studentenverbindungen gegründet.  Am 27. Juni 1920 griff der Verband mit der Aufnahme Wiener Burschenschaften erstmals über die Reichsgrenzen hinaus. Die sudetendeutschen Korporationen gründeten am 25. Juni 1921 den Sudetendeutschen Burschenbunds-Convent. Die Brünner und Prager Korporationen waren gleichberechtigt im BC und wurden am 21. Dezember 1926 als Einzelmitglieder anerkannt. Während die reichsdeutschen Verbandskorporationen einheitlich die Bezeichnung „Burschenbund“ annahmen, behielten die Wiener und die sudetendeutschen Korporationen ihre Bezeichnung „Burschenschaft“ bei, da sich in Österreich nationalistische, antisemitische Korporationen als Burschenbund bezeichneten. Der Rückgriff auf die Ideale der Urburschenschaft bezog sich vornehmlich auf die Forderung nach einer demokratischen Gesellschaftsordnung. Die Mitglieder des BC waren häufig „assimilierte Juden“, aber auch religiös praktizierende Juden und christlich liberale deutsche Studenten. Aus eigener Überzeugung richteten sie sich deutschnational auf dem Boden der Weimarer Republik aus. Mit dem Patriotismus der rechtsgerichteten Korporationen wollten sie nicht konkurrieren.
Mitte der zwanziger Jahre umfasste der BC 1300 bis 1800 Mitglieder.
Der Sanitätsrat Richard Friedländer des Berliner Burschenbunds Ghibellinia war Verleger, später auch Schriftleiter, der Deutschen Hochschule. 1925 gab der Altherrenausschuss ein Liederbuch des B.C. heraus. Der  Einband war mit den Zirkeln der BC-Bünde verziert. 1929 folgte ein nach Wohnsitz, Beruf und Korporation geordnetes Verzeichnis der Alten Herren. Das Geschäftsjahr war das Kalenderjahr. Vorort für 1930 war Dresden (Prusso-Saxonia). Erster Vorsitzender war Rechtsanwalt Dr. Wertheimer Wirceburgia. Die Geschäftsstelle war im Bezirk Tempelhof, Viktoriastr. 8.
Bei der strikten Ablehnung der antisemitischen und nationalsozialistischen Auffassungen, die in anderen Studentenverbindungen in den 1920er Jahren weit verbreitet waren, berief sich der BC auf die Ideale der Urburschenschaft von 1815. Ungeachtet seiner Offenheit gegenüber allen Religionen galt der BC in waffenstudentischen Kreisen jedoch weithin als „jüdisch“; seine Mitglieder galten völkischen Verbindungen großteils als nicht satisfaktionsfähig (siehe auch: Waidhofener Prinzip). Zudem kam noch eine Dauerfehde mit dem ebenfalls deutsch-national gesinnten Kartell-Convent (KC), der nur Juden aufnahm.

„Obwohl die Mitglieder … überwiegend Juden oder Studierende jüdischer Abstammung waren, lehnten sie es ab, sich als jüdische Verbindung bezeichnen zu lassen. Diese Studenten repräsentierten ein assimiliertes Judentum, das sich in Sachen Patriotismus von den rechtsgerichteten Korporationen nicht übertrumpfen lassen wollte, gleichzeitig aber durch die Mitgliedschaft im Deutschen Studentenbund seine Unterstützung für die Weimarer Demokratie demonstrierte.“

Zahlreiche Alte Herren des Burschenbunds-Convents waren Mitglieder des Reichsbanners Schwarz-Rot-Gold.
Die Bünde standen nicht nur zu Couleur und Mensur, sondern auch zur unbedingten Satisfaktion. Aufgenommen wurden Studenten deutscher Muttersprache, die sich zum Grundsatz der Toleranz bekannten. Andere Kriterien wie Nation oder Religion spielten keine Rolle. Anhänger des Kommunismus oder des Nationalsozialismus wurden nicht aufgenommen. Der Wahlspruch war: „Für Deutschtum, Freiheit, Recht und Ehre.“ Die Verbandsfarben waren die Farben der Urburschenschaft, schwarz-rot (v. u.) mit goldener Einfassung. Der BC gehörte weder der Deutschen Studentenschaft noch dem Deutschen Studentenverband an. Als Abzeichen trugen die Angehörigen von BC-Bünden in der rechten Ecke des Rockaufschlags eine Nadel mit einem kleinen silbernen Ring.
Vor der Zeit des Nationalsozialismus hatte der BC 22 Verbindungen. Am Ende des Sommersemesters 1933 waren alle reichsdeutschen BC-Bünde suspendiert. In Prag wurde der aktive Betrieb teilweise noch bis 1938 aufrechterhalten.

### 1958–1973
Der BC rekonstituierte am 27. Juni 1953 als Altherrenverband, der dem Convent Deutscher Akademikerverbände (CDA) angehörte. Der BC wurde als fakultativ schlagender Verband rekonstituiert. 1965 hatte er noch drei Verbindungen (eine in Marburg, zwei in München) mit insgesamt 1000 Mitgliedern.
Alsatia Leipzig rekonstituierte am 4. Juli 1958 in Marburg, verschmolz am 10. Februar 1968 mit Thuringia München zu Alsatia-Thuringia und vertagte am 22. Oktober 1973. Thuringia München rekonstituierte Anfang SS 1960, Südmark-Monachia im Juni 1960. Thuringia verschmolz am 10. Februar 1968 mit Alsatia Leipzig zu Marburg zu Alsatia-Thuringia Marburg. Südmark-Monachia vertagte am 23. Juni 1973. Ghibellinia Berlin hatte am 1. Juli 1955 verbandsfrei rekonstituiert und vertagte um 1963.
1974 war die Zahl der Alten Herren auf 250 zurückgegangen. Anfang der 1980er Jahre hörte der BC auf zu bestehen. Der AHV des BC besteht noch als eingetragener Verein, hat aber keine Geschäftstätigkeiten mehr. Er führt noch die formellen Konvente durch. Die Vorsitzenden des heutigen BC sind Mitglieder des AHV Alsatia-Thuringia. Zu den Jahrestreffen kommen die BC-Mitglieder seit 2017 auf dem Corpshaus der Hasso-Nassovia zusammen.

## Mitgliedsverbindungen

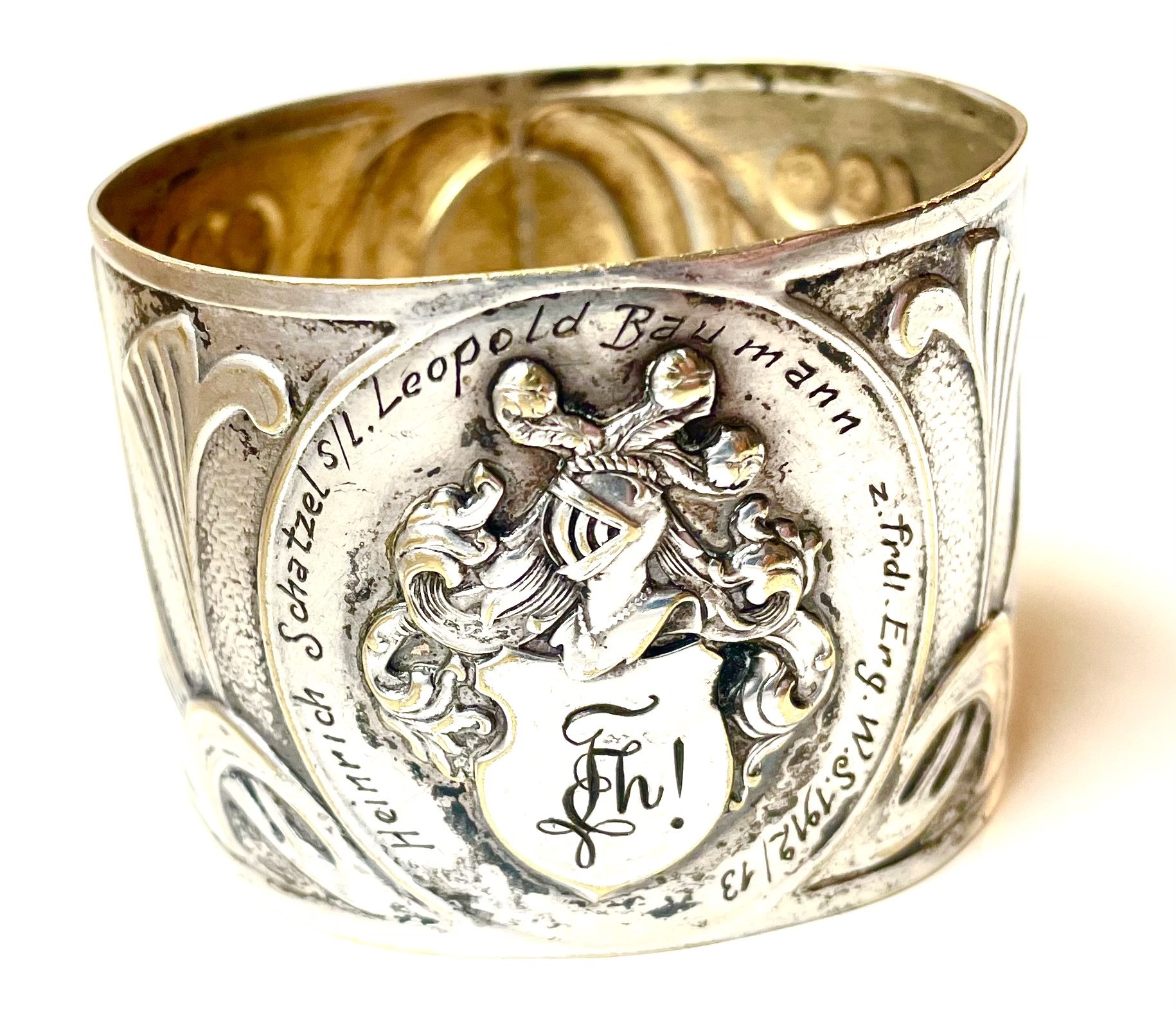
Serviettenring mit Zirkel der Thuringia München (1912)

Der Burschenbunds-Convent wurde am 31. August 1919 in Berlin von zehn bis dahin verbandsfreien Korporationen begründet.
|  |
|  |
|  |
|  |
|  |

|  |
|  |
|  |
|  |
|  |

|  |
|  |
|  |

|  |
|  |
|  |
|  |
|  |

|  |
|  |
|  |
|  |
|  |

|  |
|  |
|  |
|  |
|  |

|  |
|  |
|  |
|  |
|  |

|  |
|  |
|  |

|  |
|  |
|  |

|  |
|  |
|  |

|  |
|  |
|  |

|  |
|  |
|  |

|  |
|  |
|  |
|  |

|  |
|  |
|  |

|  |
|  |
|  |

|  |
|  |
|  |

|  |
|  |
|  |

|  |
|  |
|  |

|  |
|  |
|  |

|  |
|  |
|  |

|  |
|  |
|  |

|  |
|  |
|  |

|  |
|  |
|  |

|  |
|  |
|  |

|  |
|  |
|  |
|  |
|  |

## Bekannte Mitglieder

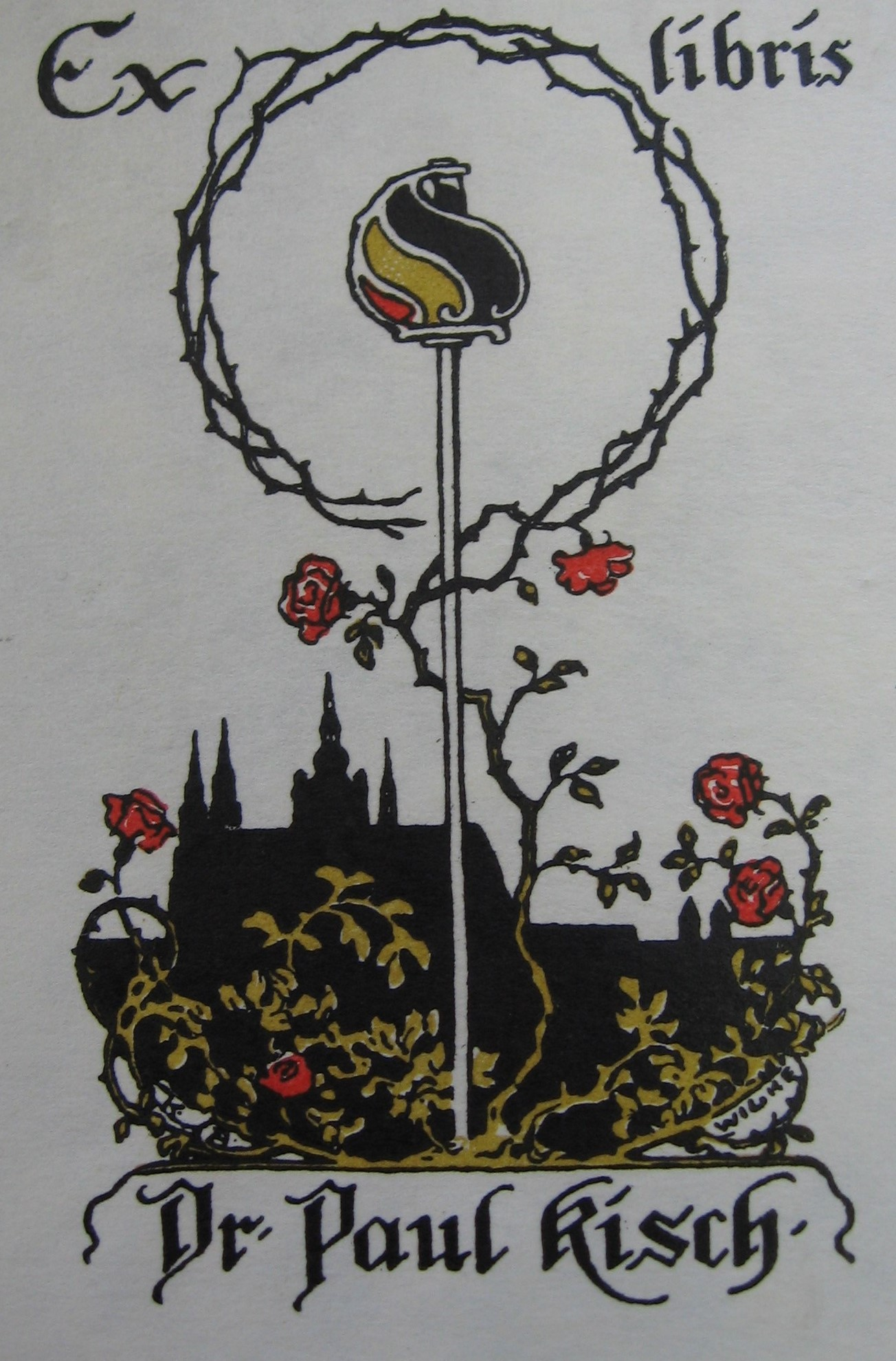
Exlibris von Paul Kisch

- Willy Aron – Wirceburgia Würzburg, Südmark-Monachia München[11][12]
- Robert Burg – Saxonia Prag
- Thomas Dehler – Südmark-Monachia München (Eintritt als AH)[13]
- Rudolf von Gutmann - Fidelitas Wien[14]
- Egon Erwin Kisch – Saxonia Prag
- Paul Kisch – Saxonia Prag[15]
- Oswald Adolph Kohut – Alsatia-Thuringia
- Otto Margulies - Constantia
- Julius Ofner – Fidelitas Wien[16]
- Robert Piloty – Südmark-Monachia München (Eintritt als AH)[13]
- Hugo Preuß – Südmark-Monachia München (Eintritt als AH)[13]
- Oskar Scheuer – Fidelitas Wien, Alemannia Prag[17]
- Leon Zeitlin – Alsatia, Brandenburgia
- Richard Katz – Saxonia Prag[18]

## Erinnerung

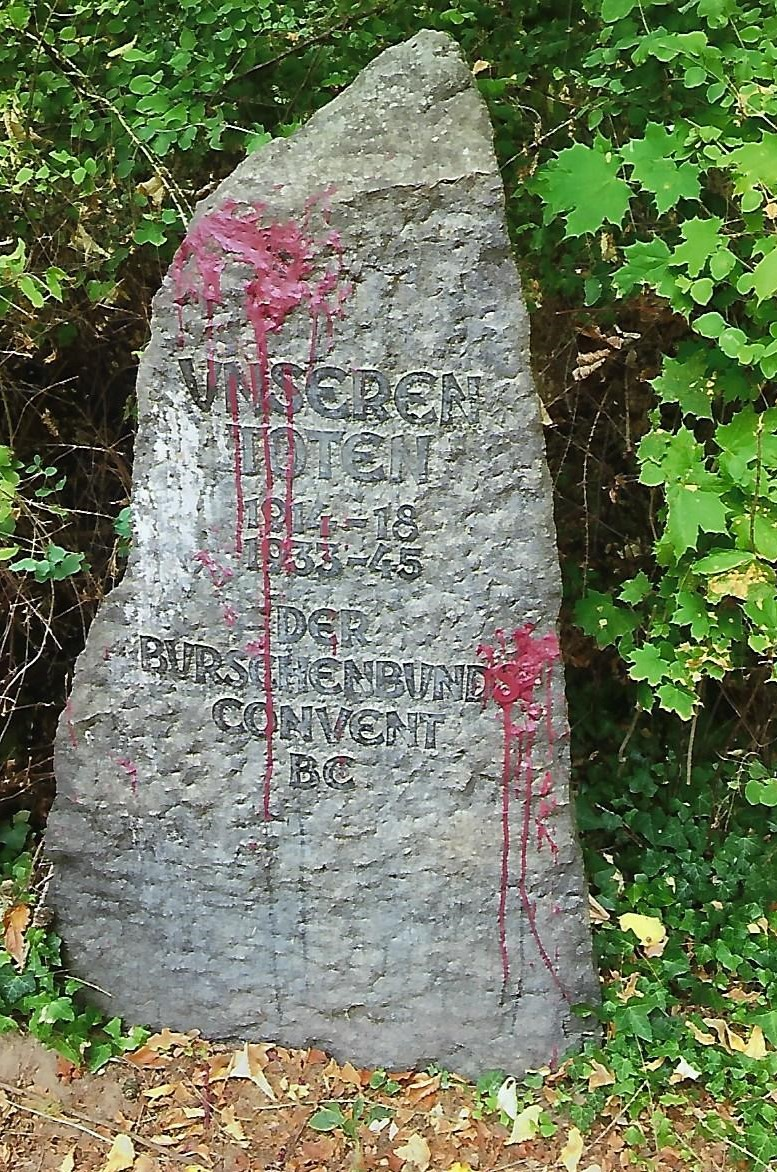
Gedenkstein des BC (2018)

Beim Marburger Schloss erinnert ein Gedenkstein an die gefallenen, verfolgten und im Holocaust umgebrachten Mitglieder des Burschenbunds-Convents. Alte Herren haben ihn 1964 beim Wachturm im Park westlich vom Landgrafenschloss aufgestellt: 1914–1918 und 1933–1945. Daneben wurde eine Hänge-Buche gepflanzt.